# Isabel do Palatinado
Isabel do Palatinado (nascida Elizabeth von Pfalz-Simmern; 26 de dezembro de 1618 – 11 de fevereiro de 1680) também conhecida como Elisabete da Boêmia, Princesa Isabel do Palatinado, ou Princesa-Abadessa da Abadia de Herford, era a filha mais velha de Frederico V, Eleitor Palatino (que foi brevemente Rei da Boêmia) e  Isabel Stuart. Isabel do Palatinado é uma filósofa mais conhecida por sua correspondência com René Descartes. Ela criticou a metafísica dualista de Descartes e seu trabalho antecipou as preocupações metafísicas dos filósofos posteriores. Isabel, princesa Palatina da Boêmia é mais conhecida por sua extensa correspondência com René Descartes e, de fato, essas cartas constituem seus escritos filosóficos existentes. Nessa correspondência, Isabel pressiona Descartes sobre a relação entre as duas substâncias realmente distintas da mente e do corpo e, em particular, a possibilidade de sua interação causal e a natureza de sua união.
Eles também correspondem sobre a física de Descartes, sobre as paixões e sua regulamentação, sobre a natureza da virtude e do maior bem, sobre a natureza da liberdade humana da vontade e sua compatibilidade com a determinação causal divina e sobre a filosofia política. Descartes dedicou seus Princípios de Filosofia a Isabel e escreveu suas Paixões da Alma a pedido dela. Isabel parece ter estado envolvida nas negociações em torno do Tratado de Westphalia e nos esforços para restaurar a monarquia inglesa após a Guerra Civil Inglesa. Como abadessa do Convento de Herford (Alemanha), ela administrou a reconstrução daquela comunidade afetada pela guerra e também forneceu refúgio para seitas religiosas protestantes marginalizadas, incluindo labadistas e quacres.

## Primeiros anos

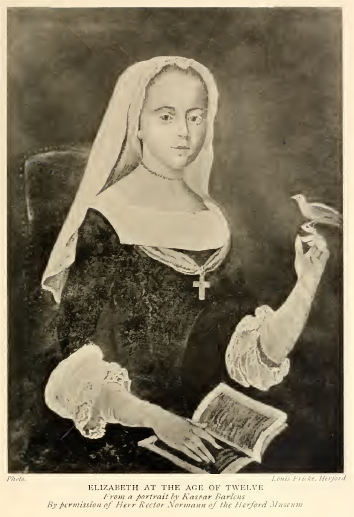
Isabel aos 12 anos.

Isabel Simmern do Palatinado, nascida em 26 de dezembro de 1618, era a terceira de treze filhos e filha mais velha de Frederico V, Eleitor Palatino, e Isabel Stuart, filha de Jaime I da Inglaterra e irmã de Carlos I. Ela morreu em 8 de fevereiro de 1680, em Herford, Alemanha, onde foi abadessa do convento de lá.
Em 1620, Frederico V, tendo sido instalado como Rei da Boêmia, prontamente perdeu seu trono em eventos geralmente considerados como tendo precipitado a Guerra dos Trinta Anos. Na década de 1620, Isabel morou em Brandenburg com a avó e a tia até que os filhos se juntaram aos pais, vivendo no exílio, em Haia, onde foram abrigados por Maurício de Nassau, tio materno de Frederico. Embora todos os detalhes da educação de Isabel sejam desconhecidos, é claro que ela e seus irmãos foram ensinados em línguas, incluindo grego, latim, francês, inglês e alemão e talvez outros. Podemos inferir que Isabel aprendeu lógica, matemática, política, filosofia e ciências, e é relatado que suas realizações intelectuais lhe renderam o apelido de ‘La Greque’ de seus irmãos. Ela também foi educada em pintura, música e dança, e pode muito bem ter sido ensinada por Constantijn Huygens.
Embora sua correspondência com Descartes compreenda os únicos escritos filosóficos de Isabel substantivos, também estamos cientes de uma correspondência sobre a geometria de Descartes com John Pell, trocas com quacres, incluindo Robert Barclay e William Penn, e cartas escritas por e para ela sobre questões políticas e questões financeiras no English Calendar of State Papers. A correspondência com Descartes revela que ela esteve envolvida com uma nomeação em matemática para a Universidade de Leiden e em negociações sobre uma série de assuntos, incluindo a prisão de seu irmão Rupert em conjunto com seus esforços em torno da Guerra Civil Inglesa, negociações do casamento de sua irmã Henriqueta, negociações do Tratado de Westphalia e as finanças de sua família após o fim da Guerra dos Trinta Anos. Também há registro de uma breve conversa com Nicholas Malebranche. Ela também é conhecida por ter sido ligada a Francis Mercury van Helmont, que teria estado em seu leito de morte.
Em 1660, Isabel ingressou no convento luterano de Herford e, em 1667, tornou-se abadessa do convento. Ela parece ter sido uma administradora eficaz das terras do convento, mas também acolheu seitas religiosas mais marginais, incluindo os labadistas, a pedido de Anna Maria van Schurman, e quacres, incluindo Penn e Barclay. Vale a pena mencionar as conquistas de alguns de seus irmãos. Seu irmão mais velho, Carlos Luís, foi responsável por restaurar a Universidade de Heidelberg após a Guerra dos Trinta Anos. Ruperto, o irmão que nasceu depois dela, ganhou fama por seus experimentos químicos, bem como por suas façanhas militares e empresariais, incluindo a fundação da Hudson's Bay Company. Luísa Holandina, uma irmã mais nova, era uma pintora talentosa e aluna de Gerritt van Honthorst. Sofia, sua irmã mais nova, tornou-se a eletriz de Hanover e era conhecida por seu patrocínio intelectual, especialmente o de Leibniz. A filha de Sofia, Sofia Carlota, foi ensinada por Leibniz, e ambas as mulheres mantiveram correspondência filosófica substantiva com Leibniz na qual ele esclareceu suas visões filosóficas.

### Interesses precoces
Isabel parece ter se interessado pelas paixões, quando Edward Reynolds dedicou a ela seu Tratado sobre as paixões e as faculdades da alma do homem (1640). Embora haja poucas informações sobre seu contexto, a dedicatória sugere que Isabel tenha visto um rascunho da obra, e assim se pode inferir que eles tiveram alguma discussão ou correspondência. A obra de Reynolds, embora distinta no período como um tratamento autônomo das paixões, baseia-se amplamente nas discussões aristotélicas-escolásticas. No entanto, concentra-se na sensibilidade das paixões à razão e, portanto, em nossa capacidade de corrigir nossas paixões erradas por meio da reflexão.

## Correspondências

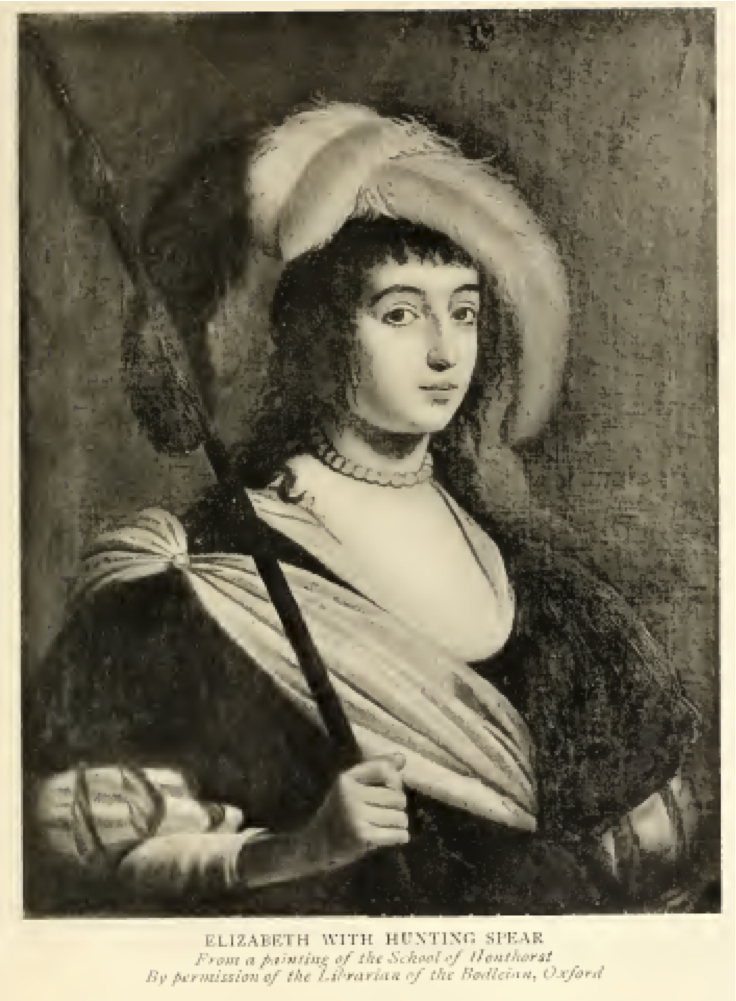
Isabel representada como A caçadora.

### Correspondência com Descartes
A correspondência de Isabel com Descartes começa por sua iniciativa em 1643 e continua até a morte de Descartes no início de 1650. Isabel não parece ter produzido nenhum trabalho filosófico sistemático, e seus escritos filosóficos existentes consistem quase inteiramente em sua correspondência com Descartes. Embora tenhamos as obras de Descartes e séculos de interpretação para contextualizar seu lado da troca, não temos esse quadro mais amplo no qual situar os pensamentos de Isabel . Assim, qualquer relato de sua posição filosófica apropriada deve ser colhido por meio da interpretação. É evidente pela correspondência que Isabel tem uma perspicácia filosófica crítica notável e abrangente. A leitura cuidadosa de seu lado da correspondência sugere que ela tem alguns compromissos filosóficos positivos próprios, em questões que incluem a natureza da causalidade, a natureza da mente, explicações de fenômenos naturais, virtude e boa governança. A seu pedido, Descartes se tornou seu professor de filosofia e moral e, em 1644, ele dedicou a ela seus Principia.
Embora muitas das cartas de Descartes a Isabel tenham sido publicadas nos volumes de sua correspondência editados por Clerselier após sua morte, Isabel recusou o pedido de Pierre Chanut de publicar sua parte da troca. O lado da correspondência de Isabel foi publicado pela primeira vez em um volume de A. Foucher de Careil, depois que ele foi alertado de sua existência por um livreiro antiquário, Frederick Müller, que havia encontrado um pacote de cartas em Rosendael, nos arredores de Arnhem. Essas mesmas cartas são o que aparecem nas Oeuvres de Descartes, editadas por Charles Adam e Paul Tannery. As cartas de Rosendael não são originais, mas sim cópias que datam do início do século XVIII. A consistência de seu conteúdo com o das cartas de Descartes, junto com alusões a eventos na família e na vida privada de Isabel , argumenta fortemente a favor da autenticidade da cópia.

Símbolo usado pelos Quakers organização de grupos protestantes britânicos, Isabel se comunicou com inúmeros quakers incluindo Robert Barclay e William Penn durante sua vida.

### Correspondência com quakers
Isabel também se correspondeu com vários quacres proeminentes, incluindo Robert Barclay e William Penn, que a visitaram no convento em Herford. Embora Barclay e Penn tentem conquistar Isabel como uma convertida, ela não parece interessada em envolvê-los filosófica ou teologicamente. Na medida em que os quacres escoceses desempenharam um papel estratégico nos esforços para restaurar o trono inglês, pode-se perguntar se o envolvimento dela com eles foi simplesmente político. Por outro lado, o interesse de longa data de Isabel em teorias alternativas emergentes, junto com seu interesse na providência divina, torna plausível que ela tivesse um interesse mais intelectual em sua visão de mundo.

### Outras correspondências
Ao longo de sua idade adulta, Isabel se correspondeu com muitos intelectuais renomados de seu tempo. Em 1639, Isabel correspondia com Anna Maria van Schurman, uma mulher instruída, chamada de a Minerva holandesa. Em uma carta inicial, van Schurman ofereceu a Isabel orientações sobre quais assuntos estudar, argumentando pela utilidade da história. 
Elisabeth também correspondeu a um número de quakers proeminentes, incluindo Robert Barclay e William Penn.
Há cartas escritas por ela e para ela sobre assuntos políticos e financeiros no Calendário Inglês de Documentos do Estado.

## Conceitos filosóficos

### Interação mente-corpo e a natureza da mente

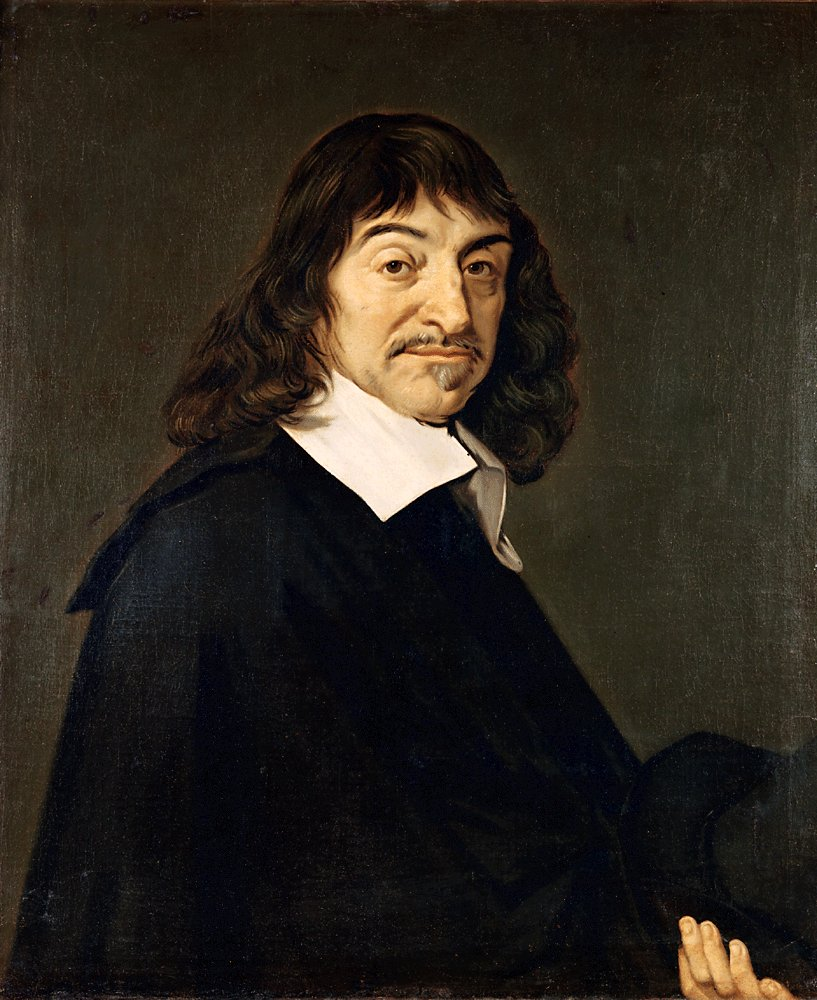
O filosofo René Descartes por Frans Hals.

A correspondência entre Isabel e Descartes começa com ela fazendo perguntas investigativas sobre como Descartes pode explicar a capacidade de uma substância imaterial de agir sobre uma substância material. O que está em questão nesta pergunta inicial é o tipo de causalidade operando entre a mente e o corpo. Conforme Isabel enquadra as questões, os relatos existentes vinculam a eficácia causal à extensão e, a esse respeito, é significativo que ela coloque sua pergunta sobre a capacidade da mente de agir sobre o corpo, e não sobre a capacidade do corpo de afetar a mente. Para explicar a eficácia causal de uma mente imaterial, Isabel sugere que Descartes pode articular tanto a descrição da causalidade adequada à interação mente-corpo quanto a natureza substancial da mente de forma que as descrições existentes possam explicar suas ações. A resposta de Descartes não é apenas evasiva, mas abre outras questões, em particular sobre se a união mente-corpo é uma terceira substância, na medida em que ele apela à noção escolástica de peso para abordar as preocupações de Isabel, e sugere que há uma contradição em pensar na mente e no corpo como duas substâncias distintas e como unidas. Além disso, em suas respostas, Descartes pula entre as duas questões distintas de interação mente-corpo e corpo-mente. Essa troca revela que Isabel está comprometida com uma explicação mecanicista da causalidade isto é, limitada a uma causalidade eficiente. Isabel rejeita o apelo de Descartes à concepção escolástica de peso como um modelo para explicar a interação mente-corpo, com o fundamento de que, como o próprio Descartes argumentou anteriormente, é ininteligível e inconsistente com uma concepção mecanicista da natureza. Ou seja, ela rejeita categoricamente o modelo explicativo causal formal subjacente à noção escolástica de uma qualidade real, na medida em que se recusa a considerar esse modelo apropriado em alguns contextos. No entanto, ela tem a mente aberta sobre qual explicação de causalidade eficiente deve ser adotada. Essa abertura revela que ela está a par dos debates sobre a natureza da causalidade no período. O investimento de Isabel na nova ciência emergente no século XVII reflete-se no que ela escreve sobre matemática e filosofia natural, discutido brevemente na próxima subseção.

As observações de Isabel a Descartes também sugerem que ela está disposta a revisitar o dualismo de substância de Descartes. Ela pressiona Descartes a articular melhor sua descrição da substância, apontando não apenas para o problema da interação mente-corpo, mas também para casos em que as más condições do corpo os vapores, por exemplo afetam a capacidade de pensar. Esses casos, ela sugere, seriam explicados de forma mais direta, considerando-se a mente material e extensa. A questão do papel da condição do corpo na nossa capacidade de pensar também figura na correspondência de 1645, sobre a regulação das paixões, tanto do ponto de vista teórico como do pessoal. Isabel parece manter a autonomia do pensamento que temos controle sobre o que pensamos e podemos voltar nossa atenção de um objeto para outro, e que a ordem do pensamento não depende da ordem causal das coisas materiais. No entanto, ao mesmo tempo, ela reconhece que a capacidade de pensar, e o livre arbítrio essencial a ela, dependem da condição geral do corpo. Isabel, portanto, rejeita uma descrição da mente que reduz o pensamento a estados corporais, mas ao mesmo tempo ela questiona a ideia de que a capacidade de pensar existe totalmente independente do corpo, isto é, que uma coisa pensante é substância propriamente dita. A força de sua pergunta inicial a Descartes, para explicar melhor o que ele entende por substância, torna-se clara, mas ela própria não oferece uma resposta desenvolvida para a pergunta. Curiosamente, Elisabeth apresenta sua própria natureza feminina como uma "condição" corporal que pode impactar a razão. Embora Descartes conceda que um certo limiar de saúde corporal é necessário para a liberdade que caracteriza o pensamento racional, ele desconsidera o apelo de Isabel à “fraqueza do meu sexo”

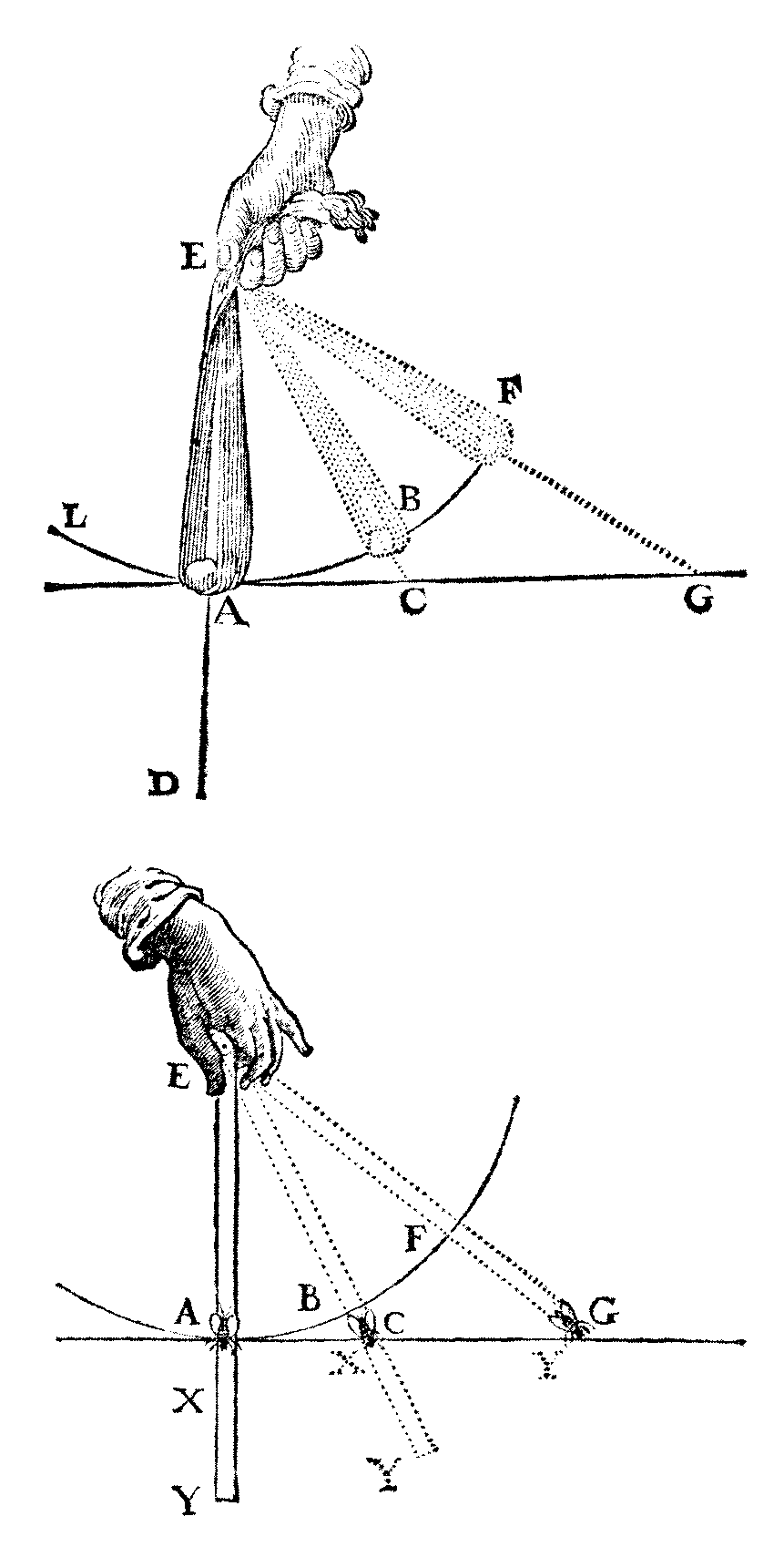
Fragmento do livro de Descartes: "Princípios de Filosofia" dedicou a Isabel, a figura retrata o movimento de objetos.

### Matemática e Filosofia Natural
Em cartas de novembro de 1643, logo após a troca inicial sobre a união de mente e corpo, Descartes apresenta a Isabel o problema geométrico clássico dos três círculos ou o problema de Apolônio: encontrar um círculo que toca cada um dos três círculos dados em um plano. Embora a solução de Isabel não esteja mais disponível, os comentários de Descartes indicam que Isabel já dominava as técnicas da geometria algébrica. Acredita-se que ela os tenha aprendido no livro de Johan Stampioen. A abordagem de Isabel do problema parece ter diferido da de Descartes, e ele comenta que a solução dela tem uma simetria e transparência em virtude de usar apenas uma única variável que faltava à dele. A reconhecida perspicacia matemática de Isabel também é evidenciada por seu envolvimento na contratação de Frans van Schooten para a faculdade de matemática em Leiden e no esforço de John Pell para obter sua ajuda na compreensão da geometria de Descartes.
Em 1644, Descartes dedicou seus Princípios de Filosofia a Isabel. Nesse trabalho, Descartes não apenas apresenta sua metafísica na forma de um livro-texto, ele também apresenta sua física em alguns detalhes. Isabel responde à dedicação com gratidão, mas também fazendo críticas aos relatos de Descartes sobre a atração magnética e o peso do mercúrio. Também na correspondência, Isabel se mostra ter um grande interesse pelo funcionamento do mundo físico: ela critica a leitura de Descartes por Kenelm Digby; ela pede as obras de Hogelande e Regius; ela relata vários fenômenos naturais e, em particular, doenças e curas, enquanto busca uma explicação causal eficiente para esses fenômenos.

### As Paixões e Filosofia Moral
Em suas cartas a Isabel de 1645 e 1646, Descartes desenvolve sua filosofia moral e, em particular, sua descrição da virtude como sendo decidida a fazer o que julgamos ser o melhor. Suas cartas começam como um esforço para abordar uma doença persistente de Isabel, que Descartes diagnostica como a manifestação de uma tristeza, sem dúvida devido aos acontecimentos da Guerra Civil Inglesa. Como diz a própria Isabel, ele "tem a bondade de querer curar [seu] corpo com [sua] alma". Embora comecem lendo De Vita Beata de Sêneca, os dois concordam que a obra não é suficientemente sistemática, e a discussão se volta para as próprias opiniões de Descartes. Mais uma vez, Isabel, em suas cartas, desempenha um papel fundamentalmente crítico.

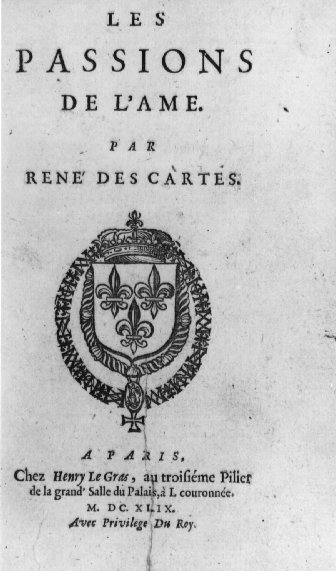
Primeiro exemplar do livro: "As Paixões da Alma", Isabel pediu para que Descartes dedicasse essa obra à ela.

Suas críticas a Descartes assumem três posições filosóficas distintas. Primeiro, ela assume a posição da ética da virtude aristotélica, ao objetar que a explicação muito liberal de Descartes da virtude, que requer apenas a intenção de fazer o bem, não requer que as boas intenções de alguém sejam realizadas em ações que são realmente boas. Isto é, ela observa que Descartes torna a virtude impenetrável à fortuna ou sorte moral. Ela, no entanto, vai além da posição canônica aristotélica para sustentar que até nossa capacidade de raciocinar está sujeita à sorte. (Esta posição ajuda a iluminar sua visão sobre a natureza da mente humana) Isabel também assume uma posição classicamente estóica, na medida em que ela se opõe à maneira como a descrição de Descartes da virtude separa a virtude da contentamento. Ela objeta que o relato de Descartes sobre a virtude permite que o agente virtuoso cometa erros, e ela não vê como um agente pode evitar o arrependimento diante desses erros. Na medida em que nos arrependemos quando até mesmo nossas melhores intenções dão errado, podemos ser virtuosos e deixar de nos contentar. Embora não esteja claro se sua objeção é psicológica ou normativa, ela afirma que alcançar o contentamento requer uma "ciência infinita" para que possamos saber todo o impacto de nossas ações e, assim, avaliar adequadamente eles. Sem uma faculdade da razão já aperfeiçoada, segundo ela, não podemos apenas não alcançar a virtude, também não podemos ficar contentes.  No contexto dessa troca, na mesma carta de 13 de setembro de 1645, Isabel pede a Descartes que "defina as paixões, a fim de conhecê-las melhor" . É esse pedido que leva Descartes a redigir um tratado sobre as paixões, sobre o qual Isabel comenta em sua carta de 25 de abril de 1646 e que acaba sendo publicado em 1649 como As paixões da alma. As preocupações de Isabel sobre nossa capacidade de avaliar adequadamente nossas ações a levam a expressar outra preocupação, desta vez sobre a possibilidade de medir valor de forma objetiva, visto que cada um de nós tem preconceitos pessoais, seja por temperamento, seja por questões de interesse próprio. Sem uma medida adequada de valor, ela sugere, a explicação de Descartes da virtude não pode nem mesmo decolar, pois não está claro o que deveria constituir nosso melhor julgamento de qual é o melhor curso de ação. Por trás da objeção de Isabel aqui está uma visão de ética semelhante à de Hobbes e outros contratistas, que consideram o bem uma questão de equilibrar interesses próprios concorrentes.
Em sua carta de 15 de setembro de 1645, Descartes pretende responder a algumas de suas preocupações, delineando um conjunto de verdades metafísicas das quais o conhecimento será suficiente para orientar nossos julgamentos práticos, incluindo que todas as coisas dependem de Deus (que existe), a natureza do ser humano mente e sua imortalidade, e a vasta extensão do universo. Isabel responde afirmando que essas considerações apenas abrem mais problemas de explicar o livre arbítrio humano, de como a compreensão da imortalidade da alma pode nos fazer buscar a morte e de distinguir a providência particular da ideia de Deus sem fornecer qualquer orientação para avaliar as coisas devidamente.

### Filosofia politica
O interesse de Isabel em avaliar adequadamente as ações e seus resultados está claramente relacionado à sua posição de princesa exilada, com esperança de que sua família recupere parte do poder político. Ela está particularmente preocupada com os problemas que os governantes enfrentam ao tomar decisões que afetam um grande grupo de pessoas com informações incompletas. Para tanto, ela pede a Descartes que apresente as máximas centrais "concernentes à vida civil" e suas reflexões sobre O Príncipe de Maquiavel. Descartes polidamente recusa o primeiro, mas oferece suas reflexões sobre o último em sua carta de setembro de 1646. Isabel oferece sua própria leitura em sua carta de 10 de outubro de 1646. Em sua opinião, o foco de Maquiavel em um estado que é o mais difícil de governar fornece orientação útil para alcançar a estabilidade, mas oferece pouco sobre como proceder para governar um estado estável. É razoável supor que uma análise mais aprofundada sobre essas questões informou sua administração do convento em Herford.

## Família
Irmãos
1. Henrique Frederico, Príncipe-Herdeiro do Palatinado (1614-1629); afogado
2. Carlos I Luís, Eleitor Palatino (1617-1680); casou-se com Charlotte de Hesse-Kassel, teve rebentos incluindo Elizabeth Charlotte, Princesa Palatina, duquesa de Orleans; Marie Luise von Degenfeld, teve descendência; Elisabeth Hollander von Bernau, teve descendência
3. Ruperto, Conde Palatino do Reno (1619-1682); teve dois filhos ilegítimos
4. Maurício do Palatinado (1620-1652)
5. Louise Hollandine do Palatinado (18 de abril de 1622 - 11 de fevereiro de 1709)
6. Louis (21 de agosto de 1624 - 24 de dezembro de 1624)
7. Eduardo, Conde Palatino de Simmern (1625-1663), que csou com Anna Gonzaga, teve descendência
8. Henriqueta Maria do Palatinado (7 de julho de 1626 - 18 de setembro de 1651); casou-se com Sigismund Rákóczi, irmão do príncipe da Transilvânia, em 16 de junho de 1651
9. Filipe Frederico do Palatinado (26 de setembro de 1627 - 16 de fevereiro de 1650[10]); também relatou ter nascido em 15 de setembro de 1629
10. Carlota do Palatinado (19 de dezembro de 1628 - 14 de janeiro de 1631)
11. Sofia de Hanôver (14 de outubro de 1630 - 8 de junho de 1714); Ernest Augustus, Eleitor de Hanôver, teve descendência, incluindo o rei George I da Grã-Bretanha. Muitas outras famílias reais são descendentes de Sophia e, portanto, de Elizabeth. Sophia chegou perto de subir ao trono britânico, mas morreu dois meses antes da rainha Anne.
12. Gustavus Adolphus do Palatinado (14 de janeiro de 1632 - 1641)

## Contribuições para a filosofia
Isabel conheceu Descartes em uma das visitas de Descartes a Haia. Descartes visitou Haia para conhecer algumas das principais figuras intelectuais da Holanda que pudessem apoiar sua filosofia. Haia costumava ser um local de encontro para conhecer outras pessoas influentes e poderosas. Enquanto Descartes falava de suas ideias, Isabel ouviu atentamente e ficou muito interessada nos pensamentos de Descartes sobre mente e corpo. Após a visita de Descartes, foi-lhe dito que Isabel estava muito interessada em seu trabalho. Descartes ficou lisonjeado e disse aos outros que gostaria de conhecer melhor a princesa. Descartes fez outra visita a Haia e pretendia ter uma conversa com Isabel, embora essa conversa por algum motivo não tenha acontecido.

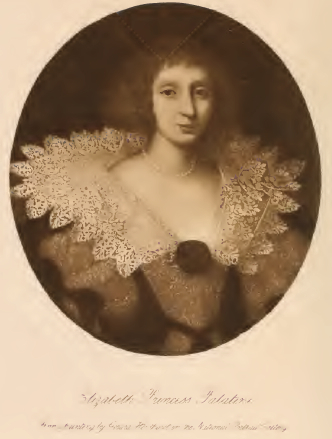
Retrato de Isabel da Galeria Nacional.

Isabel, ao ouvir a tentativa fracassada de Descartes de conversar com ela, escreveu uma carta a Descartes. Nesta carta, datada de 16 de maio de 1643, Isabel escreve: "diga-me, por favor, como a alma de um ser humano (sendo apenas uma substância pensante) pode determinar os espíritos corporais e, assim, provocar ações voluntárias". Elisabeth está questionando a ideia de dualismo de Descartes e como a alma e o corpo poderiam interagir. Elisabeth questionou, com razão, como algo imaterial (a ideia de Descartes da mente) poderia mover algo material (o corpo). Descartes respondeu à carta de Elisabeth com a resposta de que essa interação não deve ser pensada como sendo entre dois corpos e que ela é o tipo de união que existe entre as duas qualidades de peso e corporeidades. 
Isabel não ficou satisfeita com essa resposta, então escreveu para Descartes novamente. Nesta carta, datada de 20 de junho de 1643, Isabel escreve que não pode "entender a ideia pela qual devemos julgar como a alma (não estendida e imaterial) é capaz de mover o corpo, ou seja, por tal ideia pela qual você outrora entendeu o peso ... E admito que seria mais fácil conceder matéria e extensão à mente do que seria para mim conceder a capacidade de mover um corpo e ser movido por um para algo imaterial." Jaegwon Kim cita isso como o primeiro argumento causal da doutrina do fisicalismo na filosofia da mente. Em outra carta de Isabel a Descartes, datada de 1 de julho de 1643, Isabel concorda com Descartes que nossos sentidos são evidências de que a alma move o corpo e o corpo move a alma, mas que essa interação não nos ensina nada sobre como isso acontece. Na correspondência de Isabel com Descartes, podemos ver que Isabel assume que Descartes tem um relato de como a alma e o corpo interagem e pede esclarecimentos sobre como a alma faz isso. De fato, Descartes não tinha um relato exato de como isso acontece, mas apenas supunha que a alma tinha essa capacidade. Essa correspondência em particular entre Descartes e Isabel terminou com essa carta de 1º de julho. 
A correspondência começou de novo, mas dois anos depois. Nessa correspondência, Isabel e Descartes discutem uma doença que Isabel sofreu no verão de 1645. Descartes escreve para Isabel que ele acha que seus sintomas são causados pela tristeza. Isso poderia muito bem ter sido verdade, pois o irmão de Isabel, Filipe, havia desafiado um pretendente da família e esfaqueou-o em público, resultando em represália social. Isso causou a Isabel muita aflição e preocupação. Isabel originalmente pretendia que as cartas fossem privadas e não há obras filosóficas existentes. Isso faz com que seu lugar na história da filosofia seja complexo e objeto de debate. Essa correspondência específica entre Isabel e Descartes é muitas vezes ignorada por muitos historiadores, pois a vêem como insignificante, mas alguns a consideram influente, pois Descartes e Isabel parecem estar falando das "paixões da alma", como Descartes se referia a elas. Alguns historiadores observaram que Isabel poderia ter sido uma filósofa por si só, se não fosse pela falta de uma apresentação sistemática de sua posição filosófica. 
Além de Descartes, Isabel manteve correspondência com muitos outros, incluindo vários quakers. Entre eles, destacam-se Edward Reynolds, Nicholas Malebranche, Gottfried Wilhelm Leibniz, Robert Barclay e William Penn. Enquanto eles pareciam ter o objetivo de convertê-la à fé deles, Elisabeth parecia focada no interesse intelectual de seus ideais e crenças. Ela também manteve uma correspondência por um tempo com a "Minerva holandesa", Anna Maria van Schurman, que incentivou Isabel a continuar seus estudos em história, física e astronomia. Embora a correspondência delas não fosse extensa, Van Schurman foi uma mentora de Isabel e a guiou em seus estudos acadêmicos. Ela foi respeitada e reverenciada pela princesa Isabel em grande parte. Isabel costumava pedir conselhos sobre novos tópicos e assuntos de estudo. Van Schurman tomou a iniciativa de dar a Isabel sua opinião sobre as novas descobertas de seu tempo. A área em que eles pareciam divergir estava na opinião de Descartes. Isabel ficou intrigada com a nova filosofia cartesiana e queria aprender mais sobre ela. Van Schurman, no entanto, refutou enfaticamente a ideia quando Isabel perguntou sobre ela, defendendo a visão tradicional escolástica. Por mais que respeitasse Van Schurman, isso não impediu Isabel de perseguir seu interesse por Descartes e sua doutrina. Especula-se que a correspondência de Elisabeth e sua profunda conexão com Descartes efetivamente encerrem suas comunicações com Van Schurman.

### Colaboração na história feminina da filosofia
Isabel da Boêmia tem sido um assunto-chave na história feminista da filosofia. Ela chamou a atenção como importante pensadora e por seu papel prático no desenvolvimento de acadêmicas do século XVII. Estudiosas feministas estudam suas correspondências e sua vida para entender as limitações impostas às pensadoras do século XVII. Alguns estudiosos citam Isabel como um exemplo de como as concepções filosóficas das mulheres como filósofas as excluíram do cânon filosófico. Para estudiosas feministas, sua correspondência com Descartes apresenta um exemplo do valor de incluir as mulheres no cânone. Alguns argumentam que a correspondência de Isabel com Descartes ajuda as estudiosas feministas a re-conceituar como as mulheres devem ser incluídas no cânone filosófico. As estudiosas feministas estão preocupadas com o modo como o gênero de Isabel informou sua filosofia. Muitos acreditam que Isabel estava profundamente ciente das limitações de seu sexo. Uma estudiosa afirma que a saúde e a feminilidade de Isabel informaram seu interesse sobre a influência da alma imaterial no corpo material. A influência de Isabel também se estende ao desenvolvimento de outras pensadoras do século XVII. Ela utilizou seu tribunal de exílio em Haia para criar uma rede de acadêmicas. Sua rede era um espaço onde as mulheres podiam se envolver em investigações filosóficas por correspondência. Incluindo Isabel, a rede consistia em Anna Maria van Schurman, Marie de Gournay e Lady Ranelagh.